# فرودگاه کیروف پوبدیلوف
فرودگاه کیروف پوبدیلوف (به روسی: Аэропорт Победилово) فرودگاهی عمومی واقع در کیروف در کشور روسیه است.

## شرکت‌های هواپیمایی و مقصدهای پروازی
| شرکت‌های هواپیمایی | مقصدهای پروازی                                                        |
| ----------------- | --------------------------------------------------------------------- |
| Dexter Air Taxi   | ایژفسک, استریگینو, بولشویه ساوینو, اوفا                               |
| آیزهاویا          | فصلی: آناپا، سیمفروپول، سوچی                                          |
| کومی‌اویاترنس      | ناریان-مار                                                            |
| Orenburzhye       | تالاگی، قازان، کورومچ                                                 |
| RusLine           | دوموده‌دوو                                                             |
| ساراتوف ایرلاینز  | دوموده‌دوو، پالکوو فصلی: آناپا، سیمفروپول (آغاز از ۱۷ ژوئن ۲۰۱۷)، سوچی |